# June Jordan
June Millicent Jordan (Harlem, 9 de julio de 1936-Berkeley, 14 de junio de 2002) fue una poeta, ensayista, profesora y activista jamaicano-estadounidense autoidentificada como bisexual. En sus escritos, exploró cuestiones de género, raza, inmigración y representación.

## Primeros años
Jordan nació en 1936 en Harlem, Nueva York, como única hija de padres inmigrantes jamaicanos, Granville Ivanhoe y Mildred Maud Jordan. Su padre era un empleado de correos para la USPS y su madre era enfermera a tiempo parcial. Cuando Jordan tenía cinco años, la familia se mudó al área de Bedford-Stuyvesant de Brooklyn, Nueva York. Jordan asegura que su padre le transmitió su amor por la literatura, y que comenzó a escribir su propia poesía a la edad de siete años. 
Jordan describe las complejidades de su primera infancia en sus memorias de 2000, Soldier: A Poet's Childhood . En ellas explora su complicada relación con su padre, que la animó a leer asiduamente y memorizar pasajes de textos clásicos, pero que también la golpeaba por el más mínimo paso en falso y la llamó "maldita niña negra del diablo". En su ensayo de 1986 "For My American Family", Jordan explora los numerosos conflictos vividos al crecer como hija de padres inmigrantes jamaicanos, cuyas expectativas para el futuro de su hija excedían con creces los guetos urbanos de su presente. La madre de Jordan murió por suicidio, como se menciona en On Call: Political Essays. Jordan recuerda que su padre le dijo: "Había una guerra contra las personas de color, tuve que convertirme en soldado".
Después de asistir a la Escuela Secundaria Midwood de Brooklyn durante un año, Jordan se matriculó en la Escuela Northfield Mount Hermon, una elitista escuela preparatoria en Nueva Inglaterra. A lo largo de su educación, Jordan se "sumergió completamente en un universo blanco"  al asistir a escuelas predominantemente blancas. Sin embargo, también fue capaz de construir y desarrollar su identidad como estadounidense negra y escritora. En 1953, Jordan se graduó en la escuela secundaria y se matriculó en el Barnard College de la ciudad de Nueva York.

Más tarde, Jordan expresó lo que sentía por Barnard College en su libro de 1981 Civil Wars, escribiendo: 
 Nadie me presentó un solo autor, poeta, historiador, personaje o idea negra sobre la materia. Tampoco se me asignó una mujer soltera para estudiar como pensadora, escritora, poeta o fuerza vital. Nada de lo que aprendí aquí disminuyó mi sensación de dolor o confusión y amargura en relación con mis orígenes: mi calle, mi familia, mis amigos. Nada me mostró cómo podría tratar de alterar las realidades política y económica que subyacen a nuestra condición negra en la América blanca. 
 Debido a esta desconexión con el plan de estudios predominantemente masculino y blanco, Jordan dejó Barnard sin graduarse. June Jordan emergió como poeta y activista política cuando las autoras negras comenzaron a ser escuchadas.

## Vida personal
En el Barnard College, Jordan conoció al estudiante de la Universidad de Columbia Michael Meyer, con quien se casó en 1955. Posteriormente siguió a su esposo a la Universidad de Chicago, donde realizó estudios de posgrado en antropología. También se matriculó en la universidad, pero pronto regresó a Barnard, donde permaneció hasta 1957. En 1958, Jordan dio a luz al único hijo de la pareja, Christopher David Meyer. La pareja se divorció en 1965 y Jordan crio sola a su hijo.
Después de los disturbios de Harlem de 1964, Jordan descubrió que estaba empezando a odiar a todos los blancos.
A partir de ese momento, Jordan escribió con amor. También se identificó como bisexual en su escritura, lo que se negó a ocultar, incluso cuando este hecho estaba estigmatizado.

## Carrera
El primer libro publicado de Jordan, Who Look at Me (1969), fue una colección de poemas para niños. Le siguieron 27 libros más a lo largo de su vida, y uno (Algunos de nosotros no morimos: Ensayos recopilados y nuevos ) que estaba en prensa cuando murió. Dos más se han publicado póstumamente: Dirigido por el deseo: Los poemas recopilados de June Jordan (Copper Canyon Press, 2005), y la colección de poesía de 1970 SoulScript, editada por Jordan, ha sido reeditada. 

También fue ensayista, columnista de The Progressive, novelista, biógrafa y libretista para el musical / ópera I Was Looking at the Ceiling and Then I Saw the Sky, compuesta por John Adams y producida por Peter Sellars. Cuando se le preguntó sobre el proceso de escritura para el libreto de la ópera, Jordan dijo: 
 El compositor, John [Adams], dijo que necesitaba tener todo el libreto antes de comenzar, así que me senté la primavera pasada y lo escribí en seis semanas, es decir, eso es todo lo que hice. No lavaba la ropa, nada. Me puse en ello al 100 por 100. Lo que les di a John y Peter [Sellars] es básicamente lo que Scribner's ha publicado ahora. 
 Jordan comenzó su carrera docente en 1967 en el City College de Nueva York . Entre 1968 y 1978 enseñó en la Universidad de Yale, en el Sarah Lawrence College y en el Connecticut College. Se convirtió en directora del Centro de Poesía de SUNY en Stony Brook y fue profesora de inglés allí desde 1978 hasta 1989. De 1989 a 2002 fue profesora titular en los departamentos de inglés, de estudios de la mujer y de estudios afroamericanos de la Universidad de California, Berkeley. Jordan era conocida como "la poeta del pueblo". En Berkeley, fundó el programa "Poesía para el pueblo" en 1991. Su objetivo era inspirar y capacitar a los estudiantes para usar la poesía como un medio de expresión artística. Reflexionando sobre cómo comenzó con el concepto del programa, Jordan dijo: 
 ¡No me desperté una mañana de repente con una visión coherente de Poesía para el pueblo! La mezcla natural de mis ideas y mis observaciones como educadora, poeta e hija afroamericana de inmigrantes mal documentados no me llevó a ninguna perspectiva o resolución ideológica limitante. Poesía para el pueblo es el resultado arduo y feliz de la práctica, el día a día, del fracaso y del éxito en el aula. 
 Jordan compuso tres puntos de referencia que incorporó al programa, que se publicó con un conjunto de escritos de sus alumnos en 1995, titulado La poesía para el pueblo de June Jordan: un plan revolucionario. No solo fue una activista política y una poeta, sino que también escribió libros infantiles.

## Temas literarios e influencia
Jordan se sintió motivada acerca de usar el inglés negro como expresión legítima de su cultura, y alentó a los jóvenes escritores negros a usar ese idioma en sus escritos. Ella continuó influyendo a los escritores jóvenes con su propia poesía, como sus colecciones, Dry Victories (1972), New Life (1975) y Kimako's Story (1981).
Jordan se dedicó a respetar el inglés negro (AAVE) y su uso. En su artículo "Nadie significa más para mí que tú y la vida futura de Willie Jordan", Jordan critica la rapidez del mundo para degradar el uso del inglés negro, o cualquier otra forma considerada inferior a la "estándar". Denunció el "inglés blanco" como inglés estándar, diciendo que en marcado contraste con otros países, donde los estudiantes pueden aprender en su idioma tribal, "la educación obligatoria en Estados Unidos obliga a acomodarse a formas exclusivamente blancas de inglés. El inglés blanco, en Estados Unidos, es el 'inglés estándar'". "Nadie significa más para mí que tú y la vida futura de Willie Jordan" abre On Call (1985), una colección de sus ensayos. 
Jordan cuenta la historia del trabajo con sus alumnos para ver la estructura que existe dentro del inglés negro y respetarla como su propio idioma en lugar de una versión corrupta de otro idioma. La mayoría de los estudiantes afroamericanos en sus clases hablaban inglés negro, pero nunca lo asumían como su propio idioma. Se les presentó por primera vez en un entorno profesional, en el que normalmente esperaban que el trabajo se estructurara según los "estándares blancos". Tras esta lección, los estudiantes crearon pautas para el inglés negro. 
El compromiso de Jordan con la conservación del inglés negro fue evidente en su trabajo. Ella dice: "Hay tres cualidades del inglés negro, la presencia de la vida, la voz y la claridad, que intensifican un sistema de valores negro distintivo que nos entusiasma y que tratamos de mantener conscientemente".
Además de escribir para jóvenes escritores y niños, Jordan se ocupó de cuestiones complejas en el ámbito político. Abordaba temas como "raza, clase, sexualidad, capitalismo, madres solteras y luchas de liberación por todo el mundo". Apasionada por los temas feministas y negros, Jordan "pasó su vida intercalando lo personal y lo político de modo que las costuras no se vieran". Su poesía, ensayos, obras de teatro, periodismo y literatura infantil integraron estos temas con su propia experiencia, ofreciendo comentarios tanto perspicaces como instructivos. 
Cuando se le preguntó sobre el papel del poeta en la sociedad en una entrevista antes de su muerte, Jordan respondió: "El papel del poeta, comenzando con mi propia experiencia infantil, es merecer la confianza de las personas que saben que lo que haces es trabajar con palabras".

## Contribuciones a la teoría feminista

### "Informe desde las Bahamas"
En su clásico ensayo personal de 1982 "Informe desde las Bahamas", Jordan reflexiona sobre sus experiencias de viaje, diversas interacciones y encuentros mientras estuvo en Bahamas. Escribiendo en forma narrativa, discute las posibilidades y dificultades de la coalición y la autoidentificación sobre la base de la identidad de raza, clase y género. Aunque no fue ampliamente reconocido cuando se publicó por primera vez en 1982, este ensayo se ha convertido en un tema central en los Estados Unidos para los estudios sobre mujeres y género, la sociología y la antropología. Jordan revela varios problemas, así como términos importantes con respecto a la identidad de raza, clase e género. 

#### Privilegios
Jordan lidia repetidamente con el tema del privilegio tanto en sus poemas como en sus ensayos, enfatizando el término cuando discute temas de raza, clase e identidad de género. Ella se niega a privilegiar a opresores que son similares o más parecidos a ciertas personas sobre otros opresores. Ella dice que no debe pensarse en el privilegio porque toda la opresión y los opresores deben verse desde un mismo punto de vista. 

#### Conceptos de raza, clase y género
"[En 'Informe de las Bahamas'] Jordan describe los desafíos de traducir los idiomas de género, sexualidad y raza negra en el espacio diaspórico, a través de la historia de unas breves vacaciones en las Bahamas". De vacaciones en las Bahamas, Jordan considera que la opresión compartida por raza, clase y / o género no es una base suficiente para la solidaridad. Ella aduce: 
 "Estos factores de raza, clase y género colapsan absolutamente ... cada vez que intentas usarlos como conceptos automáticos de conexión". Pueden servir bien como indicadores de conflictos que se experimentan habitualmente, pero como elementos de conexión parecen tan confiables como la probabilidad de precipitación para el día siguiente. 
 Mientras Jordan reflexiona sobre sus interacciones con una serie de mujeres negras de las Bahamas, desde la criada del hotel "Olive" hasta las ancianas vendedoras ambulantes que venden baratijas, escribe: 
 Noto las relaciones establecidas entre estas otras mujeres negras y yo. Ellas venden y yo compro o no. Ellas se arriesgan a no comer. Yo me arriesgo a quebrar en mi primera tarde de vacaciones. Ya no somos mujeres en concreto: somos partes en una transacción diseñada para enfrentarnos. 
 Intercalando reflexiones de su viaje con ejemplos de su papel como profesora que asesora a sus alumnos, Jordan detalla cómo sus propias expectativas se sorprenden constantemente. Por ejemplo, relata cómo una estudiante de posgrado irlandesa con una pegatina de Bobby Sands en el parachoques de su automóvil brindó la ayuda que tanto necesitaba a una estudiante sudafricana que sufría violencia doméstica. Tal compasión estaba en desacuerdo con la experiencia de Jordan en su vecindario, donde vivía aterrorizada por adolescentes de etnia irlandesa que lanzaban epítetos raciales. 

Las líneas finales de Jordan enfatizan el imperativo de forjar una conexión activa en lugar de asumirla sobre la base de historias compartidas: 
 Estoy diciendo que la conexión final no puede ser el enemigo. La conexión final debe ser la necesidad que encontramos entre nosotros... Debo hacer que la conexión entre estos extraños y yo sea real en todas partes antes de que esas otras nubes unifiquen demasiado tarde a este harapiento grupo que somos. 

#### Identidad común versus identidad individual
Jordan afirma que, como seres humanos, poseemos dos identidades muy contrastantes. La primera identidad es la identidad común, la que nos ha sido impuesta, por una larga historia de estándares sociales, imágenes de control, presión, una variedad de estereotipos y estratificación. La segunda es la identidad individual que hemos elegido una vez que tenemos la oportunidad y sentimos que estamos listos para exponer nuestro verdadero ser. 

## Muerte y legado
Jordan murió de cáncer de mama en su casa en Berkeley, California, a los 65 años. Poco antes de su muerte, completó Some of Us Did Not Die, su séptima colección de ensayos políticos (y su libro número 27). Fue publicado póstumamente. En él describe cómo su matrimonio temprano con un estudiante blanco mientras estaba en el Barnard College la sumergió en la agitación racial de Estados Unidos en la década de 1950 y la puso en el camino del activismo social.
En 2004, la Escuela de Equidad June Jordan (anteriormente conocida como la Pequeña Escuela para la Equidad) en San Francisco recibió su nombre, por elección de su primera clase de noveno grado. Lo decidieron a través de un proceso democrático de investigación, debate y votación. Una sala de conferencias de la Universidad de California en Berkeley, utilizada por los Estudiantes Asociados de la Universidad de California también recibió su nombre. [cita requerida]
En junio de 2019, Jordan fue una de los cincuenta "pioneros, precursores y héroes" inaugurales estadounidenses que participaron en el Muro Nacional de Honor LGBTQ dentro del Monumento Nacional Stonewall (SNM) en el Stonewall Inn de la ciudad de Nueva York. El SNM es el primer monumento nacional de los EE. UU. dedicado a los derechos e historia LGBTQ y su inauguración del muro se programó para conmemorar el 50 aniversario de los disturbios de Stonewall.

## Honores y premios
Jordan recibió numerosos honores y premios, incluyendo una beca Rockefeller en 1969-70 para escritura creativa, una beca Yaddo en 1979, una beca de la National Endowment for the Arts en 1982 y el Premio al Logro de Informes Internacionales de la Asociación Nacional de Periodistas Negros en 1984. También ganó el Premio de Escritores Lila Wallace Reader's Digest de 1995 a 1998, así como el Premio Ground Breakers-Dream Makers de The Woman's Foundation en 1994. 
Fue incluida en Who's Who in America desde 1984 hasta su muerte. Recibió la Conferencia Distinguida del Canciller de la Universidad de California en Berkeley y el Premio Libertad para Escribir del Oeste del PEN Center USA (1991).
En 2005, Directed by Desire: Collected Poems, una colección póstuma de su trabajo, tuvo que competir (y ganó) en la categoría "Poesía lesbiana" en los Lambda Literary Awards, a pesar de que Jordan se identificó como bisexual. Sin embargo, BiNet USA lideró la comunidad bisexual en una campaña de varios años que finalmente resultó en la adición de la categoría Bisexual, comenzando con los premios de 2006. 

## Recepción
La autora Toni Morrison comentó: 
 En el periodismo político que corta como cuchillas en ensayos que explotan la oscuridad de la confusión con una luz implacable; en la poesía que mira tan de cerca los capullos de lilas como la boca de la muerte... [Jordan] nos consoló, explicó, describió, luchó, enseñó y nos hizo reír a carcajadas antes de llorar... Estoy hablando de un período de cuarenta años de activismo incansable, junto con un arte impecable y alimentado por él. 
 La poeta Adrienne Rich señaló: 
 Cualquiera que sea su tema o modo, June Jordan delinea continuamente las condiciones de supervivencia del cuerpo, la mente y el corazón. 
 Alice Walker declaró: 
 Jordan nos hace pensar en Akhmatova, en Neruda. Ella es una de las más valientes, la más indignada. Ella siente por todos nosotros. Ella es la poeta universal. 
 Thulani Davis escribió: 
 En un distrito que tiene puntos de referencia para los escritores Thomas Wolfe, WH Auden y Henry Miller, por nombrar solo tres, debería haber una calle en Bed-Stuy llamada June Jordan Place, y tal vez una placa que diga: 'Una poeta y soldado por la humanidad nació aquí'. 